# Леви, Шарль-Эжен де
Герцог Шарль-Эжен де Леви (фр. Charles-Eugène de Lévis; 29 июня 1669, Париж — 9 мая 1734, там же) — французский военный деятель.

## Биография
Сын Шарля-Антуана де Леви, графа де Шарлюса, маркиза де Полиньи, генерального наместника в Бурбонне, и Мари-Франсуазы де Поль де Бетизи.
Маркиз, затем герцог де Леви, граф де Шарлюс и де Сень.
Волонтер кавалерийского полка графа де Шарлюса, своего отца в начале 1688 года. 20 августа получил там роту. В том же году участвовал во взятии Филиппсбурга, Мангейма, Франкенталя под командованием дофина, выступил на помощь Майнцу в 1689-м.
30 декабря 1689 после отставки отца получил его кавалерийский полк, с которым участвовал в битве при Флёрюсе. Служил при осадах Монса (1691), Намюра, битве при Стенкерке, бомбардировке Шарлеруа (1692), осаде Юи, битве при Неервиндене, осаде Шарлеруа (1693), марше от Виньямона к Эспьерскому мосту, бомбардировке Брюсселя (1695), в Рейнской армии маршала Шуазёля (1696—1697).
Адъютант герцога Бургундского (13.08.1698), служил в Кудёнском лагере близ Компьена.
В 1701 году в Германской армии, пребывавшей в бездействии. 29 января 1702 произведен в бригадиры. 8 мая направлен в Германскую армию маршала Катина.
С 3 февраля 1703 командовал кавалерией Баварской армии маршала Виллара, участвовал в осаде Келя, внес вклад во взятие линий Штолоффена, укреплений долины Хорнберга, был в бою при Мундеркингене, отличился в Первом Гохштедтском сражении.
10 февраля 1704 произведен в лагерные маршалы, отказался от командования полком. Служил в Баварской армии маршала Марсена и отличился во Втором Гохштедтском сражении. В 1705 году в Мозельской армии Виллара, в следующем году сражался в битве при Рамийи, в 1707 году служил во Фландрской армии герцога Вандомского, державшего оборону (1707).
18 февраля 1708 произведен в генерал-лейтенанты персональным приказом. Служил в Рейнской армии, где до 1713 года командовал отдельным корпусом. В том году участвовал в разгроме генерала Вобонна, осадах Ландау и Фрайбурга. 26 ноября назначен губернатором Мезьера после смерти герцога де Гасьона.
Генеральный наместник в Бурбонне после отставки отца (13.02.1715), принес присягу 26-го.
18 сентября 1715 назначен членом Военного совета Регентства. После его упразднения стал главнокомандующим в графстве Бургундском после смерти графа де Граммона (27.06.1718).
Жалованной грамотой, данной в Версале в феврале 1723, несколько земель в Бурбонне были возведены в ранг герцогства-пэрии под названием Леви. Зарегистрировано Парламентом 21 февраля.
Командовал в лагере на Соне в 1727, 1730 и 1732 годах.
1 апреля 1728 назначен губернатором Берг-Сен-Винока после смерти графа де Ламота, взамен губернаторства в Мезьере.
2 февраля 1731 пожалован в рыцари орденов короля.
15 сентября 1733 назначен в Рейнскую армию, участвовал в осаде Келя. 1 апреля 1734 направлен туда же, но умер, не успев прибыть к войскам.

## Семья
Жена (26.01.1698): Маргерит-Франсуаза д'Альбер, дочь Шарля-Оноре д'Альбера, герцога де Шеврёза и де Люина, и Жанны-Мари Кольбер, придворная дама герцогини Бургундской (1698—1712)
Дети:
- Шарль (1698—10.12.1724), граф де Шарлюс, кампмейстер кавалерийского полка Шарлюса
- Мари-Франсуаза (ок. 1698—2.12.1728). Унаследовала семейные владения. Муж (контракт 20.01.1722): Жозеф-Франсуа де Лакруа (ум. 1728), маркиз де Кастри
- Франсуа-Оноре (ок. 1706—24.02.1727), маркиз де Леви. Предназначался к церковной карьере, затем стал графом де Шарлюс и кампмейстером кавалерийского полка после смерти старшего брата
- Ги-Антуан (ок. 1715—4.06.1715)